# Conrad Vlak
Conrad Vlak (Utrecht, 24 januari 1908 – Breda, 15 augustus 1987) was een Nederlands politicus van de KVP.
Hij werd geboren als zoon van Justinus Vlak (1873-1956), kantoorbediende en later verzekeringsinspecteur, en Hermina Christina Giebel (1869-1945). Hij studeerde Indologie aan de Rijksuniversiteit Utrecht waar hij in 1933 promoveerde op het proefschrift met als titel 'De bevoegdheid van de gouverneur-generaal ten aanzien van de wetgeving in Nederlandsch-Indië'. Hij ging daarna naar Nederlands-Indië waar hij het bracht tot assistent-resident van Midden-Celebes. Na de oorlog was Vlak sociaal-economisch adviseur van de gemeente Soest en leraar in het staatsrecht en de economie aan het St. Bonifatiuscollege in Utrecht voor hij met ingang van 16 februari 1953 benoemd werd tot burgemeester van Hooge en Lage Zwaluwe. Ruim twee weken eerder was die gemeente net als andere gebieden in zuidwest Nederland getroffen door de watersnoodramp van 1953. In februari 1973 ging Vlak daar met pensioen en in 1987 overleed hij op 79-jarige leeftijd. In Hooge Zwaluwe is naar hem de 'Burgemeester Vlaklaan' vernoemd.